# Virginie Delalande
Pour les articles homonymes, voir Delalande.
Virginie Delalande est une personnalité sourde française née le 18 août 1980. Elle est la première avocate sourde profonde de naissance en France. Elle est aujourd'hui coach, conférencière et auteur.

## Biographie
Virginie est sourde profonde de naissance,
Les parents de Virginie découvrent sa surdité alors qu'elle a neuf mois, lorsqu'un tracteur perd sa herse sur la route dans un fracas épouvantable, sans que le bébé ne bronche,. Lors du diagnostic, les médecins annoncent aux parents qu'elle n'entendra ni ne parlera jamais. Ses parents décident qu'elle y arrivera malgré tout.
Pendant ses 20 premières années, Virginie suit des milliers d'heures d'orthophonie pour apprendre à parler, à raison de trois séances par semaine. Pour communiquer avec les autres, elle apprend à lire sur les lèvres,. Elle parle la langue des signes française depuis ses 18 ans,,.
Durant 5 ans, du CM1 à la 4ème incluse, Virginie bénéficie de codeuses en Langue Française Parlée Complétée (LfPC) qui viennent coder ce que disent ses professeurs. Ses années en classe sont un bonheur. Et elle a, parmi ses camarades de classe, une autre personne sourde. Dès la troisième, elle retourne dans le système classique, pour se préparer à faire des études dans un contexte moins « accueillant ».
À 18 ans, Virginie se fait poser un implant cochléaire, censé lui apporter un peu d'audition et lui faire découvrir le téléphone. L'implant, mal positionné, ne donne aucun résultat. Elle a des migraines chaque jour ; elle décide, après 4 ans de réglages divers, de ne plus le porter. Virginie n'a plus qu'une seule oreille appareillée ; cet appareil, sans lui permettre de comprendre ou reconnaître un bruit, lui sert à percevoir son environnement sonore. Sans appareil, le seul bruit qu'elle entend est celui d'un avion qui décolle,. Avec, elle peut discerner s'il y a du bruit autour et décider de parler plus fort si cela est nécessaire.
Après l'obtention de son bac scientifique, Virginie entre en droit à l'Université Panthéon-Assas dans le 2e arrondissement de Paris. Aucun professeur n'accepte de lui passer leurs cours oraux en version papier, elle doit se débrouiller seule pour trouver des cours écrits. Des camarades l'aident. Elle réussit ses études, année après année, passe l'examen d'entrée à l'école du barreau avec succès, et devient avocate. Elle décide de ne pas plaider au tribunal, par peur de ne pas comprendre et desservir son client. Elle choisit la voie du conseil plutôt que celle du contentieux et devient juriste dans une société d'assurance,.
En 2017, la réalisatrice Laëtitia Moreau réalise un documentaire sur Virginie Delalande, appelé L'éloquence des sourds. Durant une cinquantaine de minutes, sa vie est retracée, depuis son enfance jusqu'à son diplôme d'avocat, puis sa vie professionnelle en entreprise. Virginie y aborde les difficultés rencontrées durant sa vie, et les préjugés qu'elle et les personnes sourdes rencontrent.
En janvier 2019, Virginie se met à son compte comme coach. Elle accompagne toute personne qui veut faire tomber ses plafonds de verre. Sa clientèle est composée d'entrepreneurs et de salariés en entreprises, qui veulent évoluer vers un meilleur poste.
Elle participe, en 2019, au Grand Oral, présenté par Laurent Ruquier sur France 2. Cette émission met en compétition douze candidats, aux profils très différents (âge, origines, professions...), dans un concours d'éloquence. Elle atteint la finale, battue par Bill François.
En juillet 2020, elle est sélectionnée parmi les 40 femmes inspirantes en France selon Forbes, et, en novembre, parmi les 25 Linkedin Top Voices 2020 France.
Elle sort son livre Abandonner? Jamais!, récit autobiographique parsemé de clés de développement personnel. Virginie y partage son cheminement. Elle donne accès aux coulisses de la femme qu'elle est aujourd’hui, et montre que tous peuvent y arriver,,,.
Depuis mai 2022, elle anime une émission de télévision B-inspired, sur la chaine BSmart. Un talk show dans lequel elle invite des personnalités inspirantes, deux fois par mois.
En juillet 2022, elle fait la Une du magazine Forbes en France.

## Vie privée
Elle est divorcée et a deux enfants, eux aussi sourds de naissance,.
Elle habite Annecy.